# Tornado (Parque de Atracciones de Madrid)
Pour les articles homonymes, voir Tornado.
Tornado sont des montagnes russes inversées du parc Parque de Atracciones de Madrid, situé à Madrid, en Espagne. Elles ont ouvert le 23 mai 1999 et ont été construites par la société suisse Intamin. Tornado est du modèle Suspended Looping Coaster. Il n'existe qu'une seule autre attraction de ce modèle dans le monde, et elle ne fait pas le même parcours. Elle s'appelle aussi Tornado et se trouve au parc finlandais Särkänniemi.

## Parcours

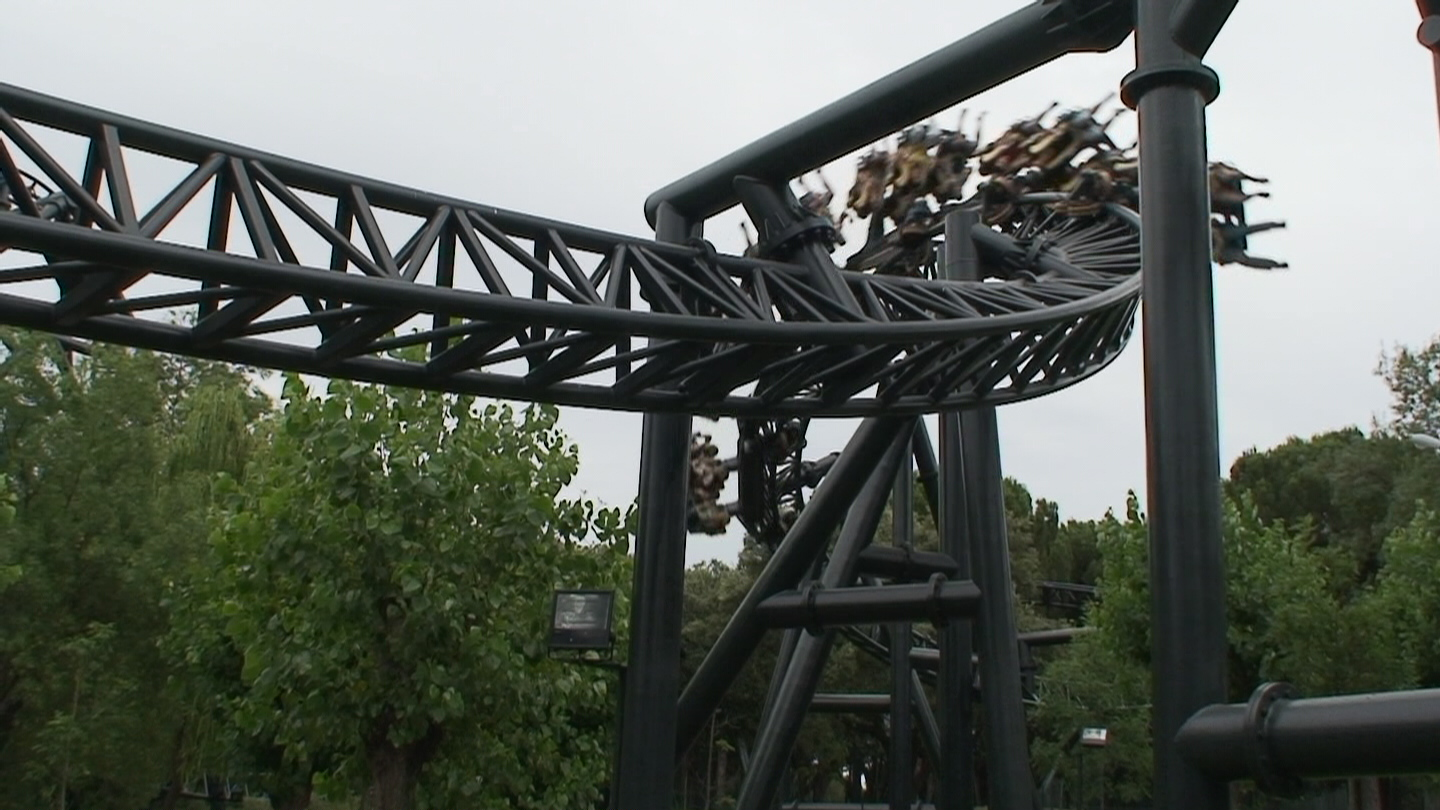
Le tire-bouchon.

Après que le train ait quitté la gare, il fait une courbe à 90 degrés vers la droite et arrive au lift hill d'une hauteur de 30 mètres. Arrivé en haut, il fait la première descente en tournant vers la gauche et fait un looping vertical. Il en fait un deuxième après une courbe à 180 degrés vers la droite. Après une deuxième courbe à 180 degrés vers la droite, il y a un tire-bouchon. Avant d'atteindre les freins finaux, le train fait encore une courbe à 180 degrés vers la gauche et une hélice de 540 degrés.